# قيصوب
القيصوب أو الغاب أو البردي أو البوص أو الحجنة (باللاتينية: Phragmites) جنس نباتي ينتمي إلى الفصيلة النجيلية ويضم أنواعًا عشبية معمرة. هو نبات عشبي معمر له ساق قائمة وساق أخرى زاحفة وهذه الساق
تكون كثيرة التشعب، وتغطي الفروع الفتية بغمد الأوراق التي تكون مغططة طولياً وتحيط بالساق. والنورة ذات محاور طويلة تكون بنية اللون أو بنفسجية لها شكل بيضوي أو متطاول ويحمل المحور أشعاراً طويلة حريرية. وينمو قيصوب في معظم البلاد العربية، وهو نبات مائي يتحمل ملوحة التربة لذلك ينمو على جوانب الأودية والجداول المائية والمستنقعات.

## الفوائد الاقتصادية
يستعمل نبات قيصوب في أغراض عديدة أهمها صناعة السلال ويتسعمل أيضاً في تسقيف البيوت في المناطق الريفية.

## أنواعه
- القيصوب الجنوبي (باللاتينية: Phragmites australis)
- القيصوب الطويل (باللاتينية: Phragmites karka)